# Fragment d'una crucifixió
Fragment d'una crucifixió (anglès: Fragment of a Crucifixion) és una pintura inacabada de 1950 del pintor figuratiu anglès d'origen irlandès Francis Bacon. És un quadre que es troba exposat a l'Stedelijk Van Abbemuseum d'Eindhoven, als Països Baixos, i que mostra dos animals que s'enfronten a una crisi existencial. La figura superior, que podria ser o bé un gos o bé un gat, està ajupida corbada sobre la biga horitzontal d'una estructura en forma de te —que podria significar la creu de Crist— a punt de ser depredada per una quimera. El quadre conté també petites figures de passavolants que semblen aliens al drama central.
Tal com és típic de l'obra de Bacon, la pintura beu d'una gran varietat de fonts, entre les quals la boca de la infermera que crida a la pel·lícula de 1925 de Serguei Eisenstein El cuirassat Potemkin i iconografia tant de la crucifixió de Jesús com del davallament de la creu. La desesperança de la quimera és la peça central de l'obra; la seva agonia es pot comparar amb obres posteriors de l'artista que es concentren en el motiu de la boca oberta.
Encara que el títol té connotacions religioses, la perspectiva vital de Bacon era depriment. Com que era ateu, no creia ni en la intervenció divina ni en la vida després de la mort: és per això que l'obra sembla representar una visió nihilista i sense esperança de la condició humana. De fet, posteriorment descartà la pintura en considerar que era massa literal i explícita. Abandonà el tema de la crucifixió durant els següents 12 anys i no hi tornà fins que pintà el tríptic Tres estudis per a crucifixió, basat més vagament en el mateix tema i d'un to igualment desolador.

## Descripció
La criatura superior podria ser un gos o un gat. De la seva boca en brolla la sang que cau sobre el cap i el cos de la seva presa, una quimera amb forma de mussol i amb característiques facials humanes que intenta, infructuosament, escapar-se del predador. L'aspecte antropomòrfic d'aquesta criatura inferior és particularment visible als detalls de la boca i dels genitals. Ambdues figures estan posicionades al primer pla central del llenç, mutilades i cobertes de sang; el seu malestar físic contrasta amb el fons pla i neutre típic de les pintures de Bacon. Exhibeixen molts elements de les obres primerenques de l'autor, especialment les pinzellades amples i expressives sobre un fons anodí. L'enllaç amb la crucifixió bíblica es denota amb els braços alçats de la criatura inferior i la creu en forma de T.
El llenç és gairebé despullat de qualsevol color. La creu en forma de T és blava fosca i les dues figures són pintades amb una barreja de tons blancs i negres, entre els quals dominen els blancs. Més de la meitat de l'obra és sense pintar i permet veure, simplement, el llenç nu. Segons el teòleg i conservador Friedhelm Mennekes, l'atenció de l'espectador es concentra, per tant, «en la figura agonitzant a la creu, o, més concretament, en la seva boca, molt oberta i deformada pel crit». El cos de la quimera –o ocell híbrid– és representat amb pintura lleugera i en pengen rius vermells i estrets com esquitxos de sang. Bacon utilitza el pentimento per a emfatitzar la desesperança causada per l'agonia de la mort de l'animal.
El quadre conté les mateixes rectes blanques que a la part central de les obres de Bacon de 1949 Cap II, Cap VI i Estudi per a retrat. En aquesta obra, les rectes es troben just a sota de l'àrea on intersequen les barres vertical i horitzontal de la creu. Comencen amb una línia diagonal que creua la quimera on sembla que tingui l'espatlla. La forma geomètrica horitzontal en forma de paral·lelepípede és dibuixada en blanc i gris a la part central del llenç; representa la forma primerenca d'un artefacte espacial que Bacon desenvolupà i perfeccionà durant la dècada de 1950 quan, al final, esdevingué una mena de gàbia utilitzada per a tancar-hi les figures angoixades representades als primers plans de les obres de l'artista. Al centre de l'obra hi ha una escena de carrer on es veuen figures que caminen amb bastó i cotxes. Els vianants semblen aliens al sacrifici que ocorre davant seu.

## Imaginari i fonts
La desolació de la pintura s'explica pel rigorós nihilisme i la visió existencialista de la vida que tenia l'artista. Bacon fou criat com a cristià, però, segons el seu amic i biògraf Michael Peppiatt, quan s'adonà que ja no podia seguir sent creient, es mostrà «extremadament decebut i furiós, i aniria en contra de qualsevol persona que mostrés ni que fos un bri de creença religiosa».
El quadre ha estat relacionat, pel que fa al tema i a la construcció formal, amb l'obra de Bacon de 1956 Mussols, com també amb esbossos preparatius que aparegueren al mercat artístic a finals dels anys 1990. El crític d'art Armin Zweite traça l'origen de la figura inferior fins a una fotografia d'un mussol que Bacon havia trobat en un llibre d'ocells en moviment; Bacon substituí el bec de l'ocell per una boca humana molt oberta.

### Boca oberta

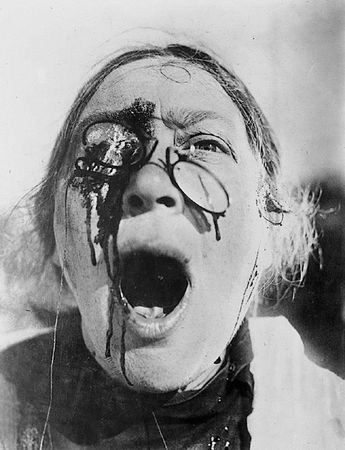
Instantània del film mut de Serguei Eisenstein de 1925 El cuirassat Potemkin. Bacon declarà que aquesta imatge fou un catalitzador de la seva obra i incorporà la forma de la boca en pintar la quimera.

Les boques que criden apareixen en moltes obres de Bacon de finals dels anys 1940 i principis dels 1950. Aquest motiu el desenvolupà a partir de fonts com ara textos mèdics i imatges de la infermera de la seqüència de les escales d'Odessa que apareix a la pel·lícula muda de Serguei Eisenstein de 1925 El cuirassat Potemkin. Bacon tenia guardada una instantània en primer pla de la infermera cridant en el moment que rep un tret a l'ull; hi feu referència als seus quadres durant tota la seva carrera.
Bacon tendia a dibuixar imatges en sèrie i la infermera d'Odessa esdevingué un tema recurrent fins a un punt obsessiu. Per al seu biògraf, Michael Peppiatt, «no seria exagerat dir que, si hom pogués realment explicar els orígens i implicacions d'aquest crit, hom estaria molt més a prop de comprendre l'art complet de Francis Bacon». El filòsof Gilles Deleuze escrigué que, als crits de Bacon, «el cos sencer s'escapa per la boca».

### Crucifixió

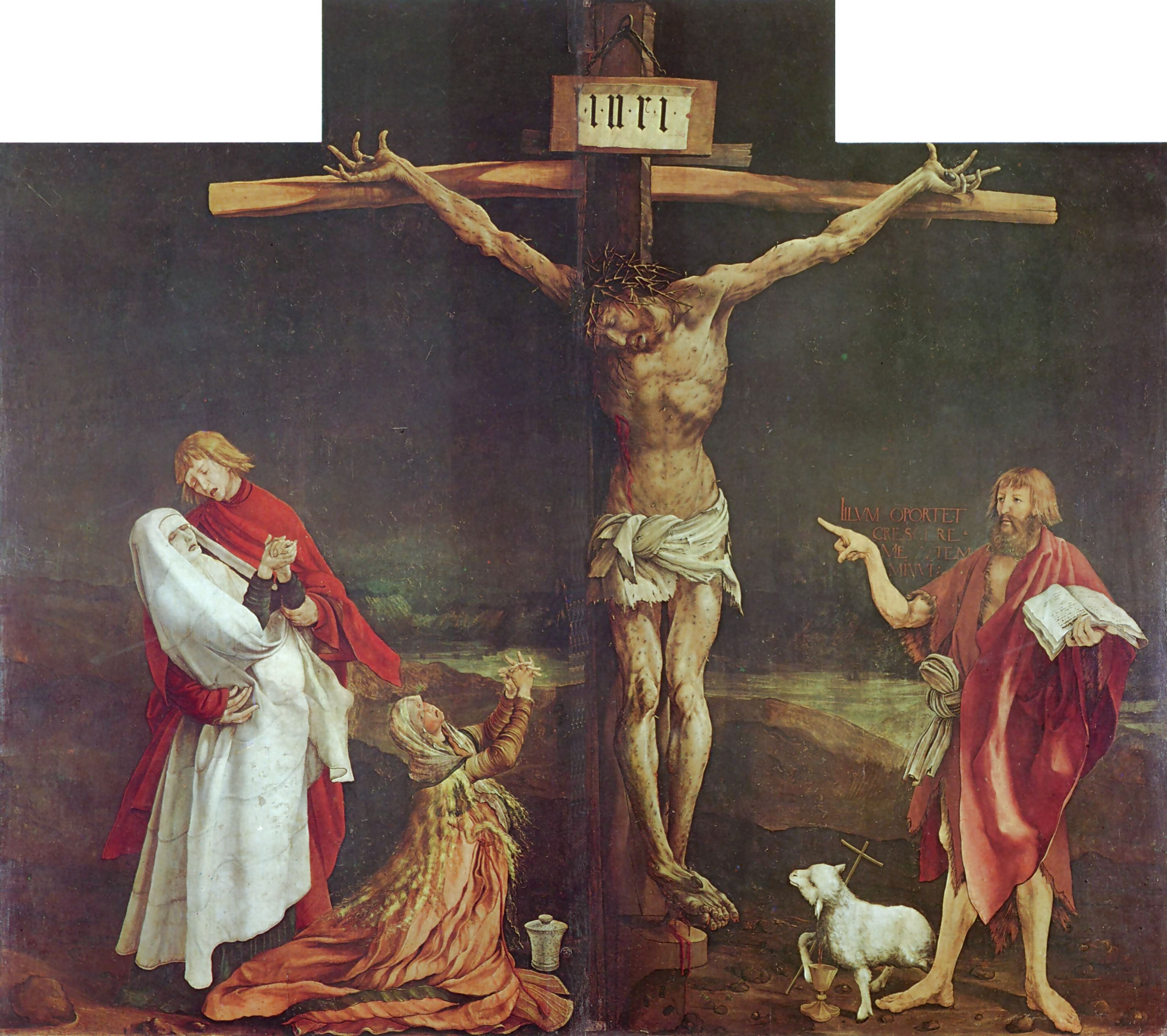
Panell central del Retaule d'Isenheim de Matthias Grünewald, c. 1512–16, exposat al Museu Unterlinden, Colmar, Alsàcia

El quadre és un dels molts tractaments que Bacon feu de l'escena de la crucifixió bíblica. També hi incorporà una llegenda grega, el conte d'Èsquil i els Eumènides –o Fúries– que apareixen a l'Orestea, tal com suggereixen les amples ales de la quimera. L'imaginari de Bacon esdevingué menys extrem i més imbuït de pathos a mesura que es feu gran, i menys llenços seus contenien les imatges provocatives que l'havien fet famós a mitjans del decenni del 1940. Sobre aquest canvi admeté el següent: «Quan era més jove necessitava temes més extrems. Ara ja no». Segons el crític d'art John Russell, Bacon trobava més efectiu reflectir la violència a les seves pinzellades i coloració que no pas «en allò representat».
El títol de l'obra es refereix a la iconografia cristiana de la Passió de Jesús. Les escenes de crucifixió ja apareixen a les obres més primerenques de l'autor i continuaren apareixent freqüentment al llarg de la seva carrera. John Russell escriu que, per a Bacon, la crucifixió era «un nom genèric d'un ambient on la lesió al cos es perpetra contra una o més persones, i una o més persones s'ajunten per veure-ho».
La pintura fou comissionada per Eric Hall, el mecenes de Bacon que posteriorment fou el seu amant i que el 1933 li demanà tres pintures de crucifixions. Bacon fou influenciat pels antics mestres com Matthias Grünewald, Diego Velázquez i Rembrandt, així com pels biomorfs de Pablo Picasso de finals dels anys 1920 i principis dels 1930. Bacon digué que interpretava la crucifixió com «una gran armadura a la qual hom pot penjar tot tipus de sentiments i sensacions».

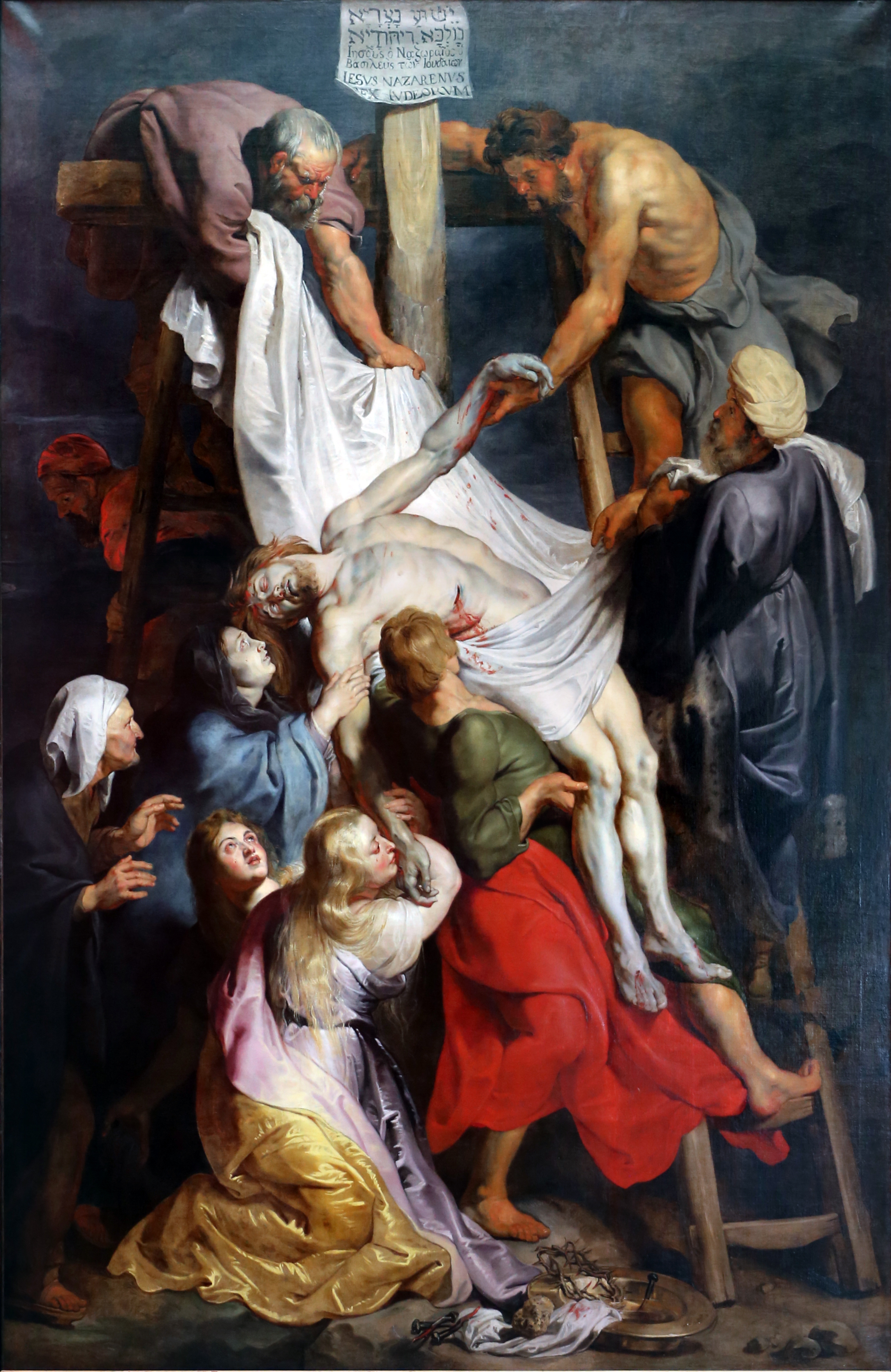
Panell central dEl davallament de la Creu (panell central) de Peter Paul Rubens, ca. 1612–1614

Diversos elements del llenç fan referència al Retaule d'Isenheim de Matthias Grünewald (c. 1512–16) i a El davallament de la Creu de Peter Paul Rubens (c. 1612–14). De fet, segons el crític d'art Hugh Davies, la boca oberta de la víctima i el predador que s'inclina sobre la creu enllacen la pintura amb el El Davallament de la Creu de Rubens. La boca de la pintura d'aquest darrer està vagament oberta, però a la de Bacon és ferma i tensa. A la pintura de Rubens, les cames de la figura principal estan doblegades i no es veuen i el braç esquerre és passiu, mentre que a la pintura de Bacon les cames i braços de la quimera tenen un moviment violent, com si fossin sacsejats amunt i avall.

### Gàbia
Les estructures horitzontals surten sovint a les pintures de Bacon de mitjan segle xx. Podria haver pres aquest motiu de l'escultor Alberto Giacometti, al qual Bacon admirava profundament i amb qui es cartejava. Giacometti n'havia fet servir a El nas (1947) i La gàbia (1950). Molts analistes consideren que les estructures de Bacon representen l'empresonament. Zweite menciona que les línies diagonals transformen la creu en una guillotina.

## Reputació
Les imatges religioses oculten l'aparença atea i nihilista de Bacon. Fragment d'una crucifixió no deixa cap esperança per a la redempció. El conservador Friedhelm Mennekes escriu que al crit de la víctima «ni tan sols s'hi nota un lament per ser abandonada per Déu. No emergeix cap déu per a la figura, que se sacseja amb angoixa mortal». Sharpe identifica les petites figures de pal alienes a l'escena com l'element que principalment elimina l'obra d'«una recapitulació directa d'iconografia religiosa antiga i cap a una modernitat de postguerra».
Bacon era autocrític i sovint destruïa o renegava de les seves pròpies obres, també d'aquelles que estaven molt ben considerades pels crítics i compradors. Fragment d'una crucifixió arribà a desagradar-li perquè la considerava massa simplista i explícita. Era, segons el crític John Russell, «massa propera a les convencions de la pintura narrativa». Aquest problema turmentà Bacon al llarg de tota la seva carrera artística: volia crear imatges que fossin reconeixibles instantàniament i que involucressin directament l'espectador, i al mateix temps romandre lleial al seu credo consistent en produir «pintura no il·lustrativa».
Bacon retornà al tema de la crucifixió a l'obra de 1962 Tres estudis per a crucifixió. La representació en aquesta altra obra és una utilització més obliqua i menys literal de la iconografia de l'escena bíblica, però una invocació més directa de les imatges de l'escorxador i dels blocs de carn.